# Chránená krajinná oblasť Východné Karpaty

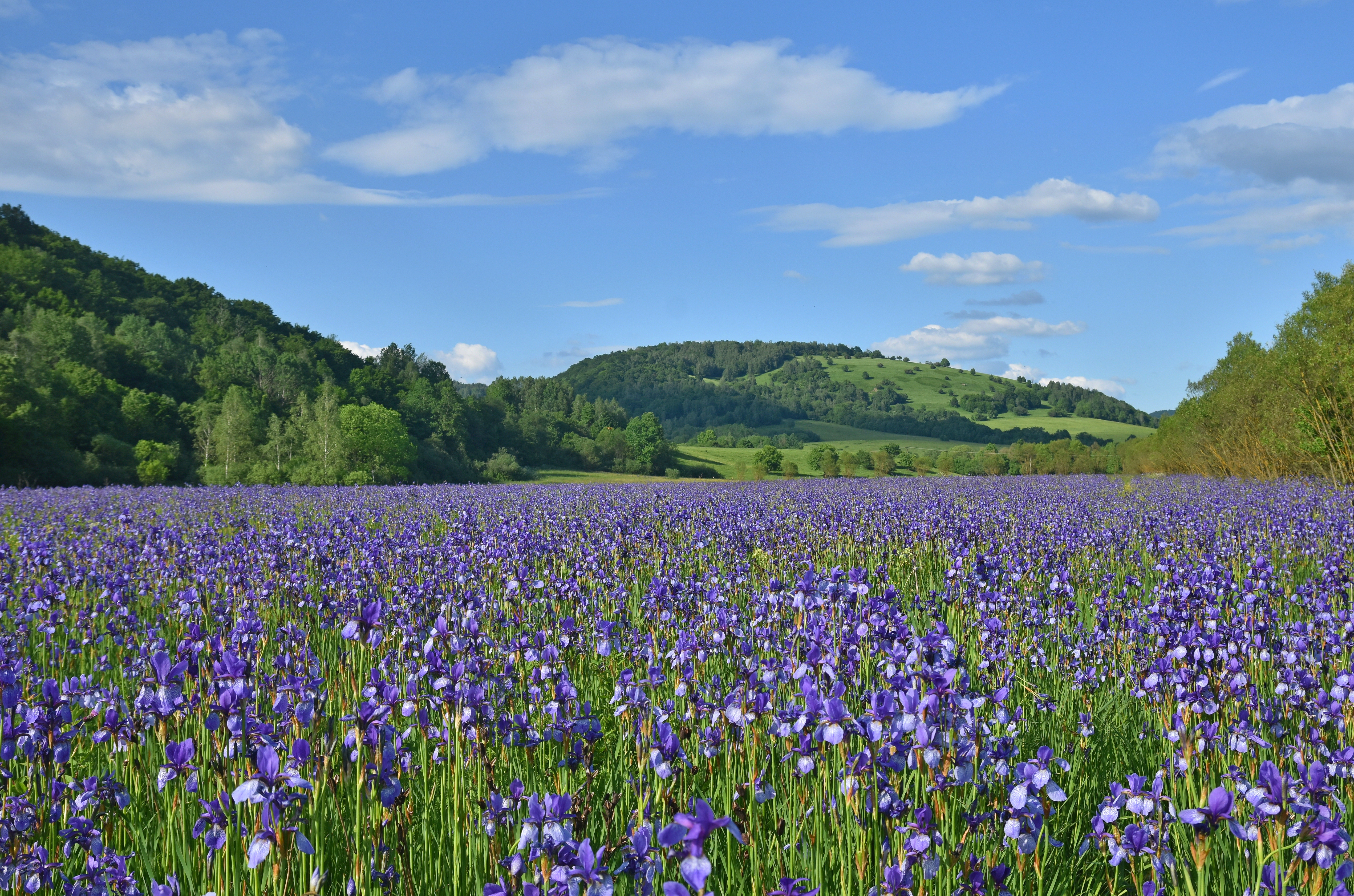
Rezerwat Hostovické luky

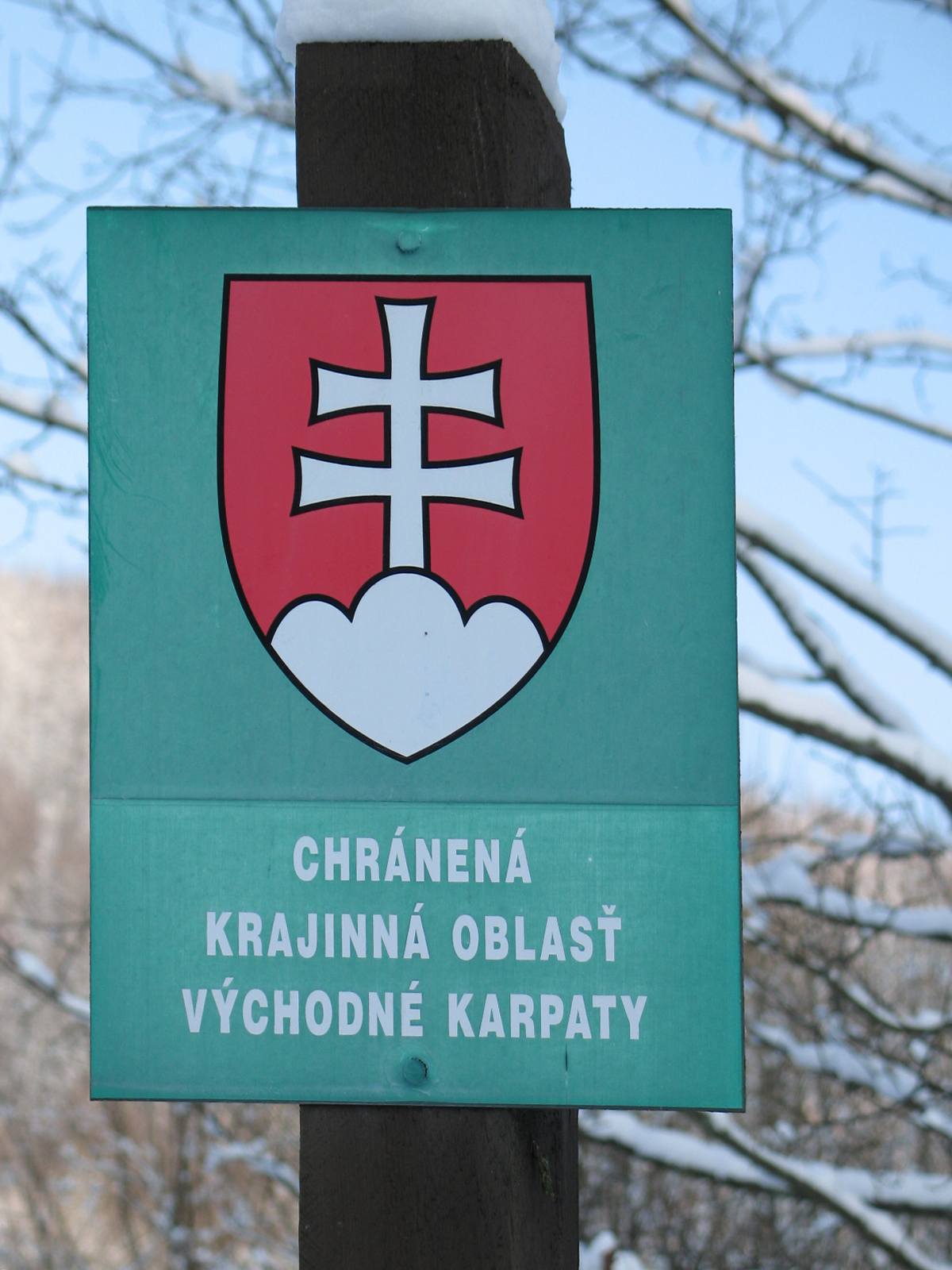
Tablica informacyjna CHKO Východné Karpaty

Chránená krajinná oblasť Východné Karpaty (CHKO Východné Karpaty) – obszar chronionego krajobrazu na Słowacji, w kraju preszowskim. Położony jest w Beskidach Środkowych, wzdłuż granicy z Polską.

## Historia
Obszar chronionego krajobrazu (słow. skrótowiec CHKO) powołano do życia w Czechosłowacji, rozporządzeniem (vyhláška) Ministerstwa Kultury Słowackiej Republiki Socjalistycznej nr 70/1977 z 1 września 1977 r. Jego pierwotne terytorium miało powierzchnię 66 810 ha wzdłuż granic z Polską i ZSRR – od potoku Hrišov (na linii Medvedie – Olchowiec) na północnym zachodzie po rzekę Ublianka (na osi Ubľa – Małyj Bereznyj) na południowym wschodzie. Otulina CHKO (ochranné pásmo) zajmowała obszar kolejnych 30 100 ha.
W 1997 roku do życia powołano Park Narodowy „Połoniny” obejmujący wschodnią część terytorium CHKO Východné Karpaty. Powierzchnia nowo powstałego parku wyniosła 29 805,0514 ha (dalsze 10 973,2893 ha utworzyło jego otulinę). Formalnie nie doprowadziło to jednak do zmiany granic dotychczasowego obiektu.
Dopiero w 2001 roku Ministerstwo Środowiska wydało rozporządzenie z mocą od 1 stycznia 2002 r. określające na nowo obszar CHKO Východné Karpaty. Jednocześnie uchylono pierwotne rozporządzenie 70/1977.

## Terytorium
Obszar chronionego krajobrazu stanowi wąski pas o przybliżonej szerokości od 2 do 7,5 km położony wzdłuż granicy polsko-słowackiej wiodącej w tym miejscu głównym grzbietem Karpat. Na zachodzie rozpoczyna się on pomiędzy kamieniami granicznymi 188/2 i 188/3 (na wysokości słowackiej wsi Roztoky i polskiej Ożenna). Na wschodzie przylega do granic Parku Narodowego „Połoniny” (pomiędzy słupami granicznymi 56/1 i 56/2 w pobliżu koty Malý Horský; na wysokości słowackiej wsi Parihuzovce i polskiej Wola Michowa). Oba punkty dzieli w linii prostej ok. 60 km (rozciągłość równoleżnikowa to w przybliżeniu 50 km). Tak określone terytorium ma powierzchnię 25 307,1072 ha i położone jest na terenie 23 gmin (26 gmin katastralnych) w pięciu powiatach kraju preszowskiego. Znajduje się w granicach regionu Laborecká vrchovina, który w polskiej regionalizacji Karpat i przy zastosowaniu polskiej nomenklatury zalicza się w częściach do Beskidu Niskiego i Bieszczadów Zachodnich. Najwyższy punkt stanowi szczyt Wysoki Groń (Vysoký Grúň) (904 m n.p.m.), najniższy znajduje się w rezerwacie Čertižnianske lúky w granicach wsi Čertižné (416 m n.p.m.).
CHKO Východné Karpaty niemal na całej swojej długości (z wyjątkiem liczącej 1200 m luki w okolicy Przełączy Łupkowskiej) sąsiaduje przez granicę państwową z polskimi obszarami chronionymi: na zachodzie z Magurskim Parkiem Narodowym, w części środkowej z Jaśliskim Parkiem Krajobrazowym, a na wschodzie z Ciśniańsko-Wetlińskim Parkiem Krajobrazowym.
Znacznie szersze granice ma przy tym obszar właściwości dyrekcji CHKO jako regionalnego organu Państwowej Ochrony Przyrody (Štátna ochrana prírody Slovenskej republiky) – na południu obejmuje cały powiat Humenné.

## Ochrona przyrody
Na terenie CHKO Východné Karpaty obowiązuje 2. (w pięciostopniowej słowackiej skali) stopień ochrony przyrody, co jest odpowiednikiem V kategorii w skali IUCN (ochrona krajobrazowa). Niemniej w granicach Obszaru znajduje się szereg małopowierzchniowych obiektów chronionych w stopniu wyższym (4. lub 5.) – ustanowiono tam pięć rezerwatów przyrody (prírodná rezervácia): Beskyd, Čertižnianské luky, Dranec, Haburské rašelinisko i Hostovické luky a także dwa narodowe rezerwaty przyrody (národná prírodná rezervácia): Komárnická jedlina i Palotská jedlina. Niezależnie od tego w granicach właściwości dyrekcji CHKO znajduje się 19 drzew o statusie pomnika przyrody. Są to cztery dęby szypułkowe, jeden jesion wyniosły, jeden miłorząb dwuklapowy, osiem lip drobnolistnych, dwie lipy szerokolistne, dwa platany klonolistne i jedna topola szara. Spośród nich dwa (jesion i lipa szerokolistna) znajdują się granicach obszaru chronionego krajobrazu, kilka kolejnych znajduje się w sąsiednich wsiach.
Niemal całość terytorium CHKO (poza terenami zabudowanymi) znajduje się na obszarze specjalnej ochrony ptaków (SPA) Laborecká vrchovina wyznaczonym w ramach programu Natura 2000. Znajduje się na nim także kilka ostoi siedliskowych klasyfikowanych jako obszar mający znaczenie dla Wspólnoty (SCI), z których największe to obszary SKUEV0048 Dukla (69 km²) i SKUEV0387 Beskyd (53 km²).

## Budowa geologiczna
Pod względem geologicznym terytorium Obszaru zbudowane jest z fliszu karpackiego z okresu górnej i środkowej kredy oraz paleogenu (płaszczowiny magurska i dukielska). W jego skład wchodzą przeważnie iłowce (w dolinach), piaskowce (na grzbietach górskich) i margle – częściowo wapienne.
Zbocza Laboreckiej vrchoviny podlegają intensywnej erozji z uwagi na występujące tam osuwiska, spływ powierzchniowy, wypłukiwanie gleby, a w dolinach potoków także erozję wsteczną. Zjawiska te mają dominujący wpływ na proces rzeźbotwórczy terenu CHKO Východné Karpaty. W ten sposób powstają charakterystyczne dla tego obszaru kopy, zapadliska, bruzdy erozyjne, debrza i wądoły.

## Flora
Blisko 78% powierzchni CHKO Východné Karpaty stanowią tereny leśne. Najpowszechniej występują zbiorowiska buczyny (zob. żyzna buczyna karpacka) – drzewostany czysto bukowe, w mniejszym stopniu z domieszką lipy czy jaworu (łącznie 82% lasów). Około 17% terenów leśnych zajmują lasy bukowo-jodłowe (buczyna jodłowa, bukowe lasy jaworowe, jesionowe lasy jaworowe, buczyny jaworowe i jaworowo-bukowe lasy górskie). Ok. 0,5% stanowią buczyny dębowe i buczyny dębowe z domieszką lipy. Więcej niż 0,3% stanowią jesionowe olszyny i olszyny olszy szarej. Ocenia się, że w 78% lasów CHKO cechy naturalne przeważają nad przekształconymi przez człowieka. W 2023 roku podawano, że odsetek drzewostanu młodego (wiek roślin do 40 lat) wynosi 34%. Jego stan oceniano jako dobry po tym, jak w 1998 roku grafioza dotknęła 80% okazów wiązu górskiego. Wyjątkiem są zbiorowiska świerku atakowane przez opieńkę ciemną i korzeniowca sosnowego i owady podkorowe.
Rośliny podszytu i runa wykazują wskazują na bliskość Karpat Wschodnich – spotyka się gatunki takie jak groszek wschodniokarpacki, lulecznica kraińska, sałatnica leśna, żywokost sercowaty, cebulica trójlistna, smotrawa okazała i Euphorbia sojakii. Roślinami charakterystycznymi dla niskich warstw buczyny są kostrzewa górska, jeżyna gruczołowata i przytulia wonna. Ponadto do roślin rzadkich należą widłak jałowcowaty, widlicz spłaszczony, wroniec widlasty, miesiącznica trwała, kukułka Fuchsa czy zanokcica języcznik.
Poza zbiorowiskami leśnymi na terenie obszaru chronionego krajobrazu występują też łąki podgórskie i górskie z udziałem pastwisk, a także zbiorowiska wodno-błotne (źródliska, mokradła, torfowiska). Te ostatnie reprezentowane są przede wszystkim przez wrześnię pobrzeżną, ale też kukułka plamista, kukułka bzowa czy kruszczyk błotny, ciemiężyca zielona, trzęślica modra. Teren pastwisk porasta wrzos zwyczajny, a na uboższych stanowiskach – podkolan biały i kręczynka jesienna.
Na terenie Obszaru znajdują się stanowiska ok. 50 gatunków roślin chronionych, w tym tojadu mołdawskiego, buławnika mieczolistnego, wełnianki pochwowatej, gółki długoostrogowej, bobrka trójlistkowego, kręczynki jesiennej czy lipiennika Loesela.

## Fauna
Terytorium CHKO charakteryzuje się zróżnicowaną fauną właściwą dla różnorodnych ekosystemów – wśród nich leśnych, łąkowych, polnych i wodnych.
Bezkręgowce reprezentowane są przez niemal wszystkie główne taksony, szczególnie licznie przez owady. Wśród nich dominują gatunki motyli związanych z lasami liściastymi i lasostepem. Notuje się występowanie takich jak krasopani hera, czerwończyk nieparek, czerwończyk dukacik, paź żeglarz, paź królowej. Chrząszcze reprezentowane są przez kozioroga dębosza, nadobnicę alpejską czy biegacza zielonozłotego. Spotykana jest też modliszka zwyczajna. Wśród mięczaków na terenie CHKO wymienia się chociażby ślimaka poczwarówkę zwężoną czy małża skójkę gruboskorupową, a wśród skorupiaków – raka rzecznego.
Pośród chronionych gatunków kręgowców wymienia się płazy ogoniaste: traszka górska, traszka karpacka, salamandra plamista i bezogonowe: kumak górski, ropucha zielona, ropucha szara, grzebiuszka ziemna, żaba trawna, żaba moczarowa. Chronione gady to np. padalec, zaskroniec czy żmija zygzakowata.
Do awifauny należą ptaki drapieżne takie jak kania ruda, orzeł przedni czy spotykany dość powszechnie orlik krzykliwy. Z innych ptaków na terenie CHKO Východné Karpaty spotkać można m.in.: bociana czarnego, dzięcioła białogrzbietego, dzięcioła czarnego, puszczyka uralskiego czy muchołówkę małą. Stosunkowo rzadkie są gatunki związane z zanikającymi biotopami tradycyjnych pól uprawnych: derkacz, przepiórka zwyczajna, dudek. Doliny górskich potoków stanowią siedliska zimorodka, pluszcza, brodźca piskliwego i sieweczki rzecznej. W okresie migracji na terenie CHKO spotykany jest także żuraw.
Przedstawiciele megafauny należą do gromady ssaków. Wśród nich wymienia się chociażby wilka szarego, wydrę, rysia euroazjatyckiego czy żbika. Na terytorium obszaru chronionego krajobrazu z północy (z Polski) oraz ze wschodu (z terenu Parku Narodowego „Połoniny”) przechodzą tu niekiedy łosie i żubry. W granicach CHKO odnotowano także występowanie kilku gatunków nietoperzy jak choćby mopek zachodni czy mroczek późny.